# CPLX1
CPLX1 és un gen que en els humans codifica la proteïna complexina-1.

## Gen
En els humans, aquest gen es troba al braç curt del cromosoma 4, en la regió cromosòmica 4p16.3, part que també té relació amb la mutació causant de la malaltia de Huntington i la síndrome de Wolf-Hirschhorn. En altres espècies com el ratolí per exemple, la seqüència del gen CPLX1 es troba en el cromosoma 5, començant en 108.666.420 parells de bases i allargant-se fins a 108.697.890 parells de bases. El gen CPLX1 també és conegut per altres noms alternatius utilitzats en literatura científica i mèdica com CPX-I, CPX1, EIEE63 i DEE63. No obstant això, el nom CPLX1 és l'escollit per la HGNC (HUGO Gene Nomenclature Committee), una entitat encarregada d'anomenar i estandarditzar els noms dels gens humans per tal d'evitar confusions i facilitar la comunicació entre la comunitat científica.
El Locus ID o entrez d'aquest gen en els humans és 10815, però en ratolins és 12889.
Un paràleg (gens homòlegs que són el resultat d'un esdeveniment de duplicació) important és el gen CPLX2. Aquest gen té 4 transcripcions (variants d'empalmament o splicing), 113 ortòlegs, 3 paràlegs i està associat a 4 fenotips.
Per tal de trobar més informació, es pot consultar el PDBe (Protein Data Bank) amb els codis 3RK3 i 3RL0.
En humans, l'ARN del gen CPLX1 s'expressa (de més a menys probabilitat i quantitat) en el grup nuclear lateral del tàlem, el globus pàl·lid lateral, el gir postcentral, protuberància anular, gir frontal superior, lòbul frontal dret, putamen, còrtex visual primari, hemisferi dret del cerebel, nucli caudat, àrea 9 de Brodmann, vermis, nucli accumbens, gir cingulat, còrtex cingulat anterior, còrtex entorrinal, còrtex prefrontal i gir temporal mitjà entre moltes altres parts del cos.
Segons Gene Ontology, les seves funcions moleculars són la unió a la sintaxina-1, activitat com a neurotransmissor en transportador transmembrana, unió amb SNARE i unió proteica en general. A més, el gen està implicat biològicament en l'exocitosi de vesícules sinàptiques, la secreció d'insulina, la regulació de l'exocitosi, el transport de neurotransmissors, la transmissió química sinàptica, la regulació de la fusió de la vesícula sinàptica a la membrana de la zona activa presinàptica, la inserció exocítica del receptor del neurotransmissor a la membrana postsinàptica, el transport mediat per vesícules a la sinapsi, i la secreció de neurotransmissors i de glutamat.

## Estructura proteica

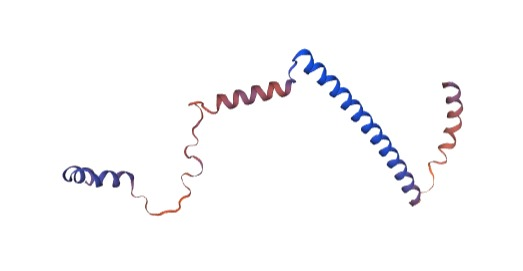
Fotografia en tres dimensions de la proteïna complexina que és codificada per el gen CPLX1, on es poden diferenciar els 4 diferents dominis.

La complexina-1, formada per 134 aminoàcids, pertany a un grup de proteïnes solubles en el sistema nerviós anomenades complexines. Són petites, amb un pes d'aproximadament de 15 a 16 kDa i posseeixen una alta càrrega elèctrica. Les seves seqüències es mantenen conservades al llarg de l'evolució i es troben properes a les proteïnes SNARE, adherint-se fortament al complex SNARE. L'anàlisi mitjançant ressonància magnètica nuclear ha revelat que les complexines no tenen una estructura terciària definida, però sí una important estructura helicoidal α en mig de la seva seqüència.

Per tal de ser funcional, assoleix una estructura quaternària, ja que s'uneix al complex central SNARE que conté SNAP25, VAMP2 i STX1A.

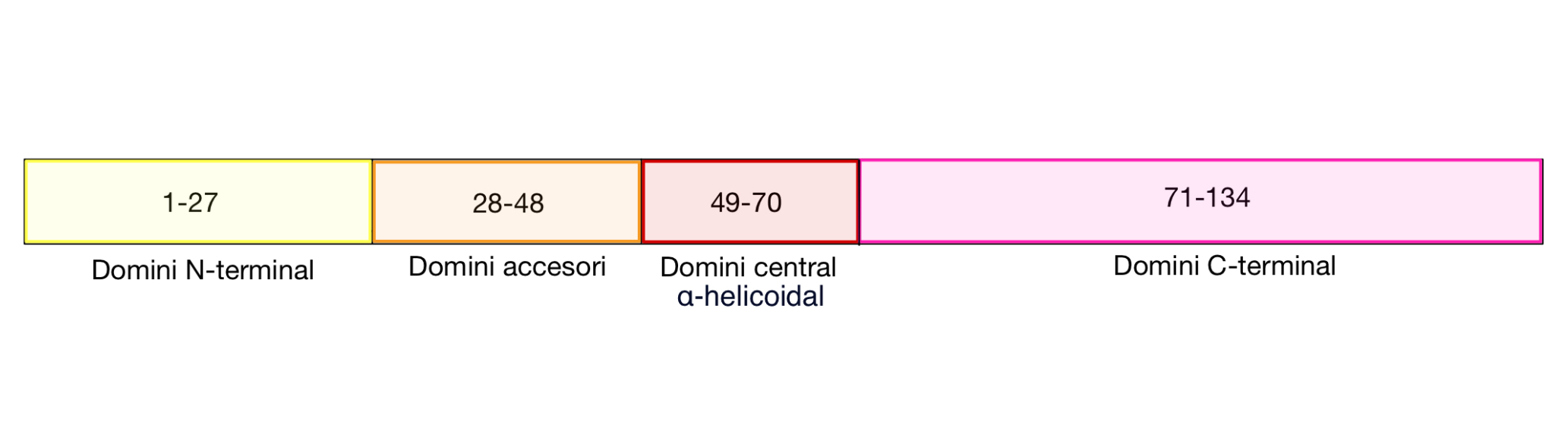
Els quatre dominis de la complexina-1, formats per el domini N-terminal, el domini accessori, el domini α-helicoidal i el domini C-terminal.

La complexina es pot dividir en quatre dominis on cadascun té una funció específica. El domini N-terminal (residus 1 a 27) juga un rol important en l'activació de l'alliberament sincrònic ràpid en neurones murines i en cèl·lules cromafines aïllades. D'altra banda, el domini C-terminal, residus d'aminoàcids des del 71 fins al 134, participa en la preparació de vesícules sinàptiques de les neurones unint-se a fosfolípids. Aquest domini, en el cuc, mostra una preferència per les membranes corbes a través d'un motiu d'unió a la membrana. El domini accessori, on els residus d'aminoàcids es comprenen del 28 al 48, regula la fusió espontània en neurones i suprimeix la fusió independent de Ca2+ en sistemes reconstituïts. Finalment, el domini central α-helicoidal, amb els residus d'aminoàcids del 49 al 70, s'uneix al complex SNARE. Aquest és essencial per dur a terme totes les funcions de la complexina, no només en els humans sinó en totes les espècies.

## Funció
Les proteïnes que han estat codificades per la família de gens complexina/sinafina funcionen com a proteïnes citosòliques que actuen en el procés d’exocitosi de la vesícula sinàptica. Les proteïnes s'uneixen a una part del receptor SNAP, la qual s'anomena sintaxina i facilita la fusió de les vesícules. El producte proteic d'aquest gen produeix una posterior unió amb el complex del receptor SNAP. Inicia una pertorbació que permet conseqüentment l'alliberament del transmissor. El grup de les Complexines, on es troba la CPLX1, són proteïnes que regulen durant la fusió de la membrana la funció del complex central SNARE
Pel que fa a les proteïnes complexines en general com a grup, encara que els mecanismes que estan darrere de totes les funcions d'aquestes no estiguin del tot clars, s'ha trobat que participen inhibint i facilitant l'alliberament de neurotransmissors a través de diferents dominis, i es va plantejar que la seva funció encaixes amb el sensor Ca (2+) sinaptotagmin-1. Es descobreix també que existeix una interacció entre en complex C de SNARE i l'N-terminal de la complexina, es veu que es suprimeix la funció facilitadora de les complexines en les neurones d'un ratolí en interrompre aquesta interacció. També s'ha vist que les complexines milloren la fusogenicitat de les vesícules sinàptiques gràcies a anàlisis d'exocitosi induïda hipertònicament.

## Interaccions
S'ha demostrat la interacció de la proteïna CPLX1 amb SNAP-25 i STX1A.

## Malalties associades
Una mutació en el gen CPLX1 així com la falta o abundància d'aquest pot estar relacionat amb algunes malalties. La prevalença d'aquestes es veu afectada en aquests pacients degut principalment a les funcions imprescindibles que realitza dins de l'organisme.

#### Epilèpsia mioclònica infantil
L'epilèpsia mioclònica és una de les malalties que demostren tenir relació amb el gen estudiat. En ratolins s'ha vist que indueix atàxia greu i dèficits de comportament social. Les cèl·lules CPLX1 -/- resultat d'una tècnica d'edició genètica com el CRISPR-Cas 9 comportaven atàxia profunda, distonia, dèficits de moviment així com un augment de l'ansietat i els dèficits sensorials. Tot i això, conservaven una funció cognitiva normal.
L'any 2017 es va dur a terme un estudi que ho canviava tot en dues famílies amb epilèpsia mioclònica infantil severa autosòmica recessiva entre d'altres. Tots mostraven un marcat retard del desenvolupament i epilèpsia mioclònica migratòria, i un mostrava una fissura cerebel·losa a més. Això va mostrar un gran avenç tot i que van caldre cohorts més amplia per acabar de definir l'espectre clínic de portadors de variants del CPLX1.

#### Parkinson
La malaltia de Parkinson (MP) és el segon trastorn neurodegeneratiu més freqüent en la vellesa. Es caracteritza per a l’aparició de dèficits progressius en el moviment espontani i atròfia de les neurones dopaminèrgiques. L’acumulació i posterior agregació del complex α-sinucleïna SNARE d'unió a lípids (SNCA) és la base i defineix les etapes de la progressió de la malaltia.
S'han estudiat molt els possibles determinants dels nivells de SNCA tenint en compte el paper d’aquest complex en l’alliberament de vesícules. Els canvis d’expressió induïts per la sinucleinopatia al cervell de ratolins han sigut imprescindibles per la investigació. Una de les desregulacions transcripcionals del tronc cerebral és la regulació a la baixa de la complexina-1 (CPLX1).
Els nivells de CPLX1 en malalts de Parkinson pateixen una disminució significant, fet que és especialment interessant atesa la co-localització de l'alfa-sinucleïna i la complexina-1 al complex SNARE. S'ha confirmat una regulació mútua inversa dels nivells d'ARNm de SNCA i CPLX1 . En el 3′-UTR del gen CPLX1 van identificar un polimorfisme de nucleòtids únic que s'associa significativament amb el risc de MP.

#### Càncer gàstric
Pel que fa a la recurrència del càncer gàstric s'ha identificat el gen com a biomarcador candidat. Els estudis pioners d'aquesta relació van ser publicats per un grup d'investigació japonès l'any 2022. En ell es demostra que el CPLX1 promou la proliferació així com la invasivitat de les cèl·lules canceroses. A més, disminueix l'apoptosi i la sensibilitat al fluorouracil, medicament administrat pel tractament de càncer.